# Pedro Abarca

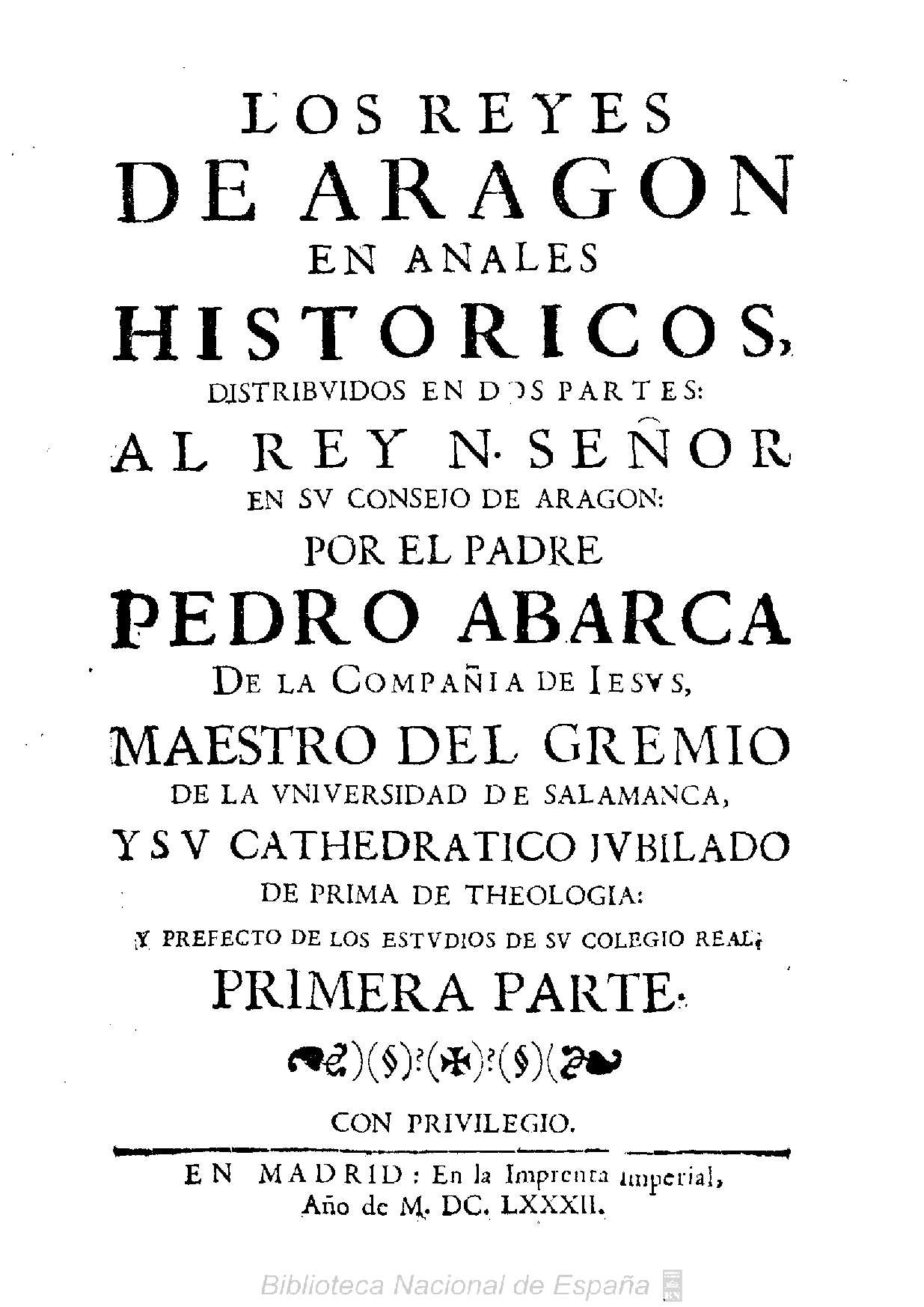
Llibre publicat per l'autor aragonès.

|  | Per a altres significats, vegeu «Pedro Pablo Abarca de Bolea-Ximénez de Urrea y Ponts de Mendoza». |

Pedro Abarca   (Jaca, 16 de juliol de 1619 - Palència, 23 d'agost de 1697) va ser un historiador i teòleg aragonès. Després d'ingressar a la Companyia de Jesús en 1641, va dedicar quasi tota la seva vida a la docència, i va esdevenir catedràtic a la Universitat de Salamanca. És autor de Los reyes de Aragón en anales históricos (1682-84) una compilació de la història del Regne d'Aragó fins al regnat de Ferran II.